# Kapua
Kapua (wł. Capua) – miejscowość i gmina we Włoszech, w regionie Kampania, w prowincji Caserta, położona na północ od Neapolu, nad rzeką Volturno. W 73 r. p.n.e. wybuchło tu powstanie niewolników, nazwane od wodza tego powstania powstaniem Spartakusa.
30 listopada 1734 kapitulacja garnizonu austriackiego przed wojskami hiszpańskimi podczas wojny o sukcesję polską.
Według danych na rok 2004 gminę zamieszkuje 19 030 osób, 396,5 os./km².

## Linki zewnętrzne

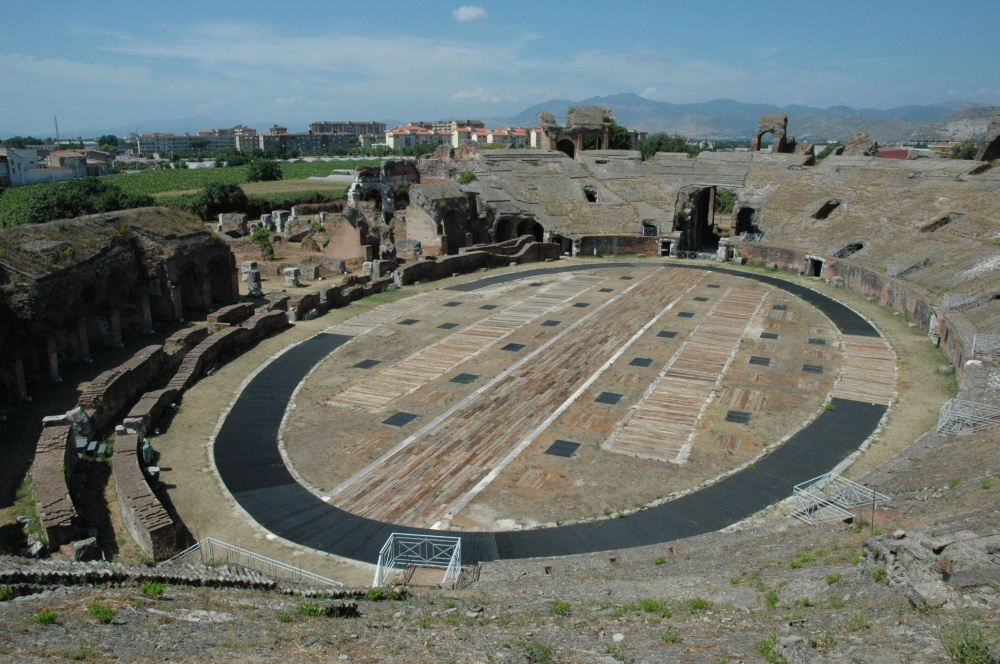
Starożytny amfiteatr
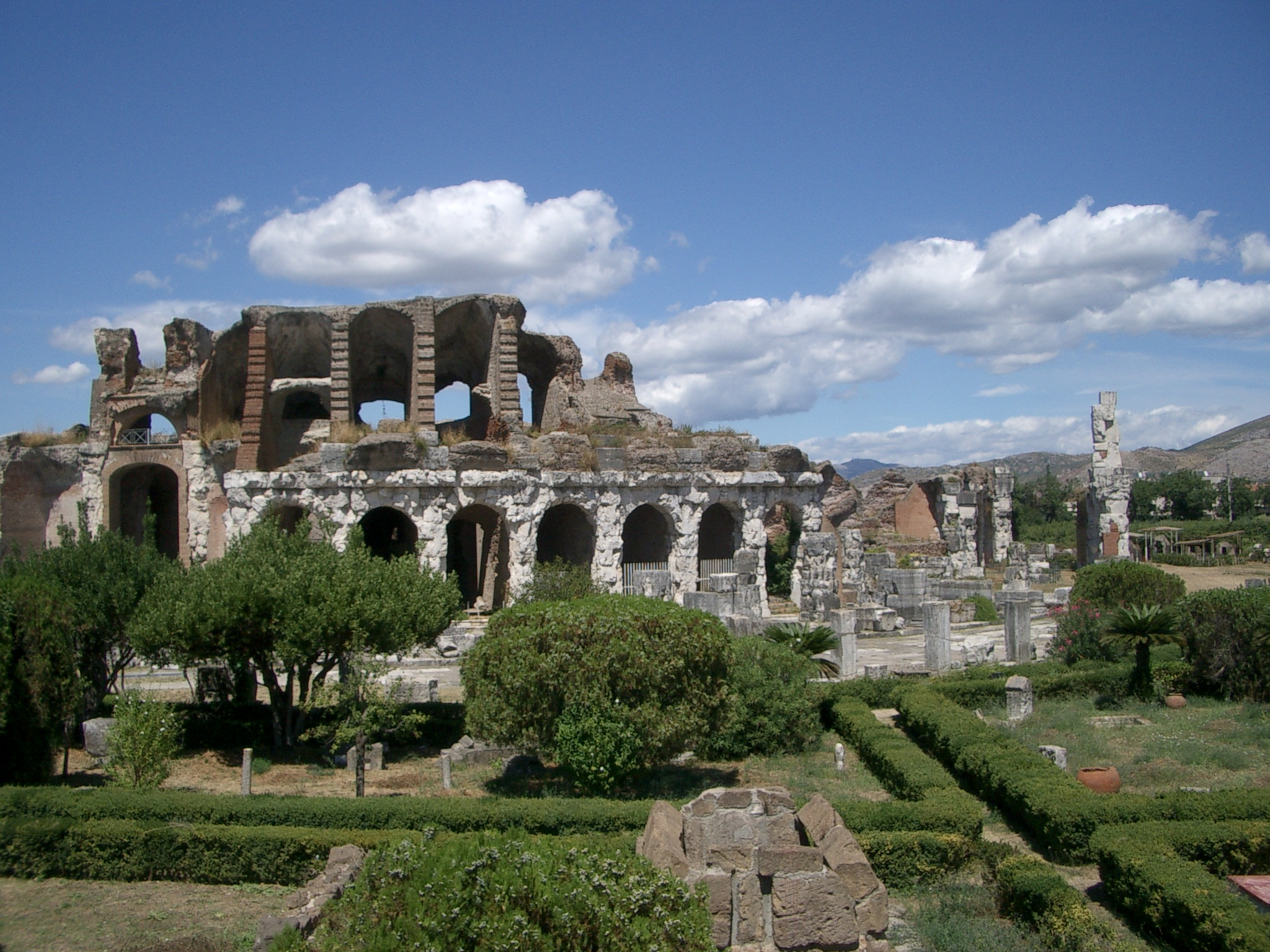
Starożytny amfiteatr